# 哈萨克斯坦经济
哈薩克經濟，是指中亞國家哈薩克之經濟。
哈薩克位處之中亞，蘊藏了大量的天然資源，經濟以石油、天然氣、採礦、煤炭為主。其自然資源豐富，目前整個哈薩克已探明總的石油儲量為100億噸，煤儲量為39.4億噸，天然氣儲量為1.8萬億立方米，錳4億噸。由於受前蘇聯影響，哈薩克獨立後才推行市場經濟和私有化。经济成长趋缓系因油价下跌及乌克兰危机影响，哈萨克斯坦货币于2014年因而贬值了19%，2015年8月再贬值了22%。2020年再度贬值10%
除了天然資源外，哈薩克基本以農、牧業為主，加工工業和輕工業相對落後，而大部分日用消費品皆依靠進口。近年來，政府採取了加強宏觀調控、積極引進外資、在重點發展油氣領域和採礦業的同時，實施進口替代政策扶植民族工業，大力發展中小企業、實行自由浮動匯率等一系列措施。
从商品结构上看，主要出口商品中矿产品占75%（包括石油及石油产品），金属及其制品占13.1%，化学制品塑料和橡胶占4.2%，动植物产品和成品粮占3.4%，机械、设备、交通工具、仪器和仪表占1.4%，其他占2.9%。主要进口商品机械、设备、交通工具、仪器和仪表占40%，化工产品（包括橡胶和塑料）占12.9%，矿产品占12.7%，金属及其制品占12.3%，动植物产品和成品粮占9.5%，其他占12.2%。
現時哈薩克是世界上第六大糧食出口國，和第一大麵粉出口國。

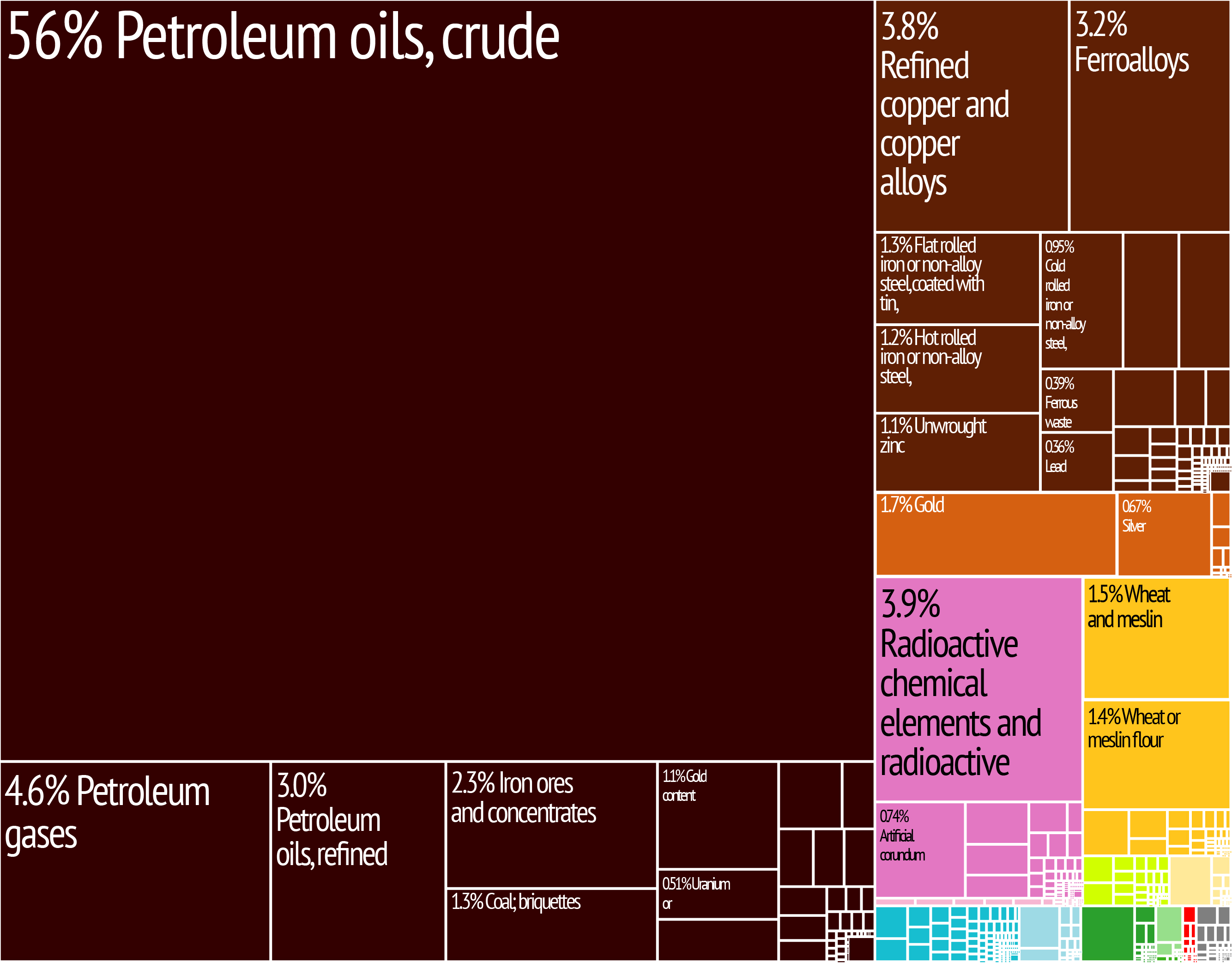
出口品以礦產和農產為主
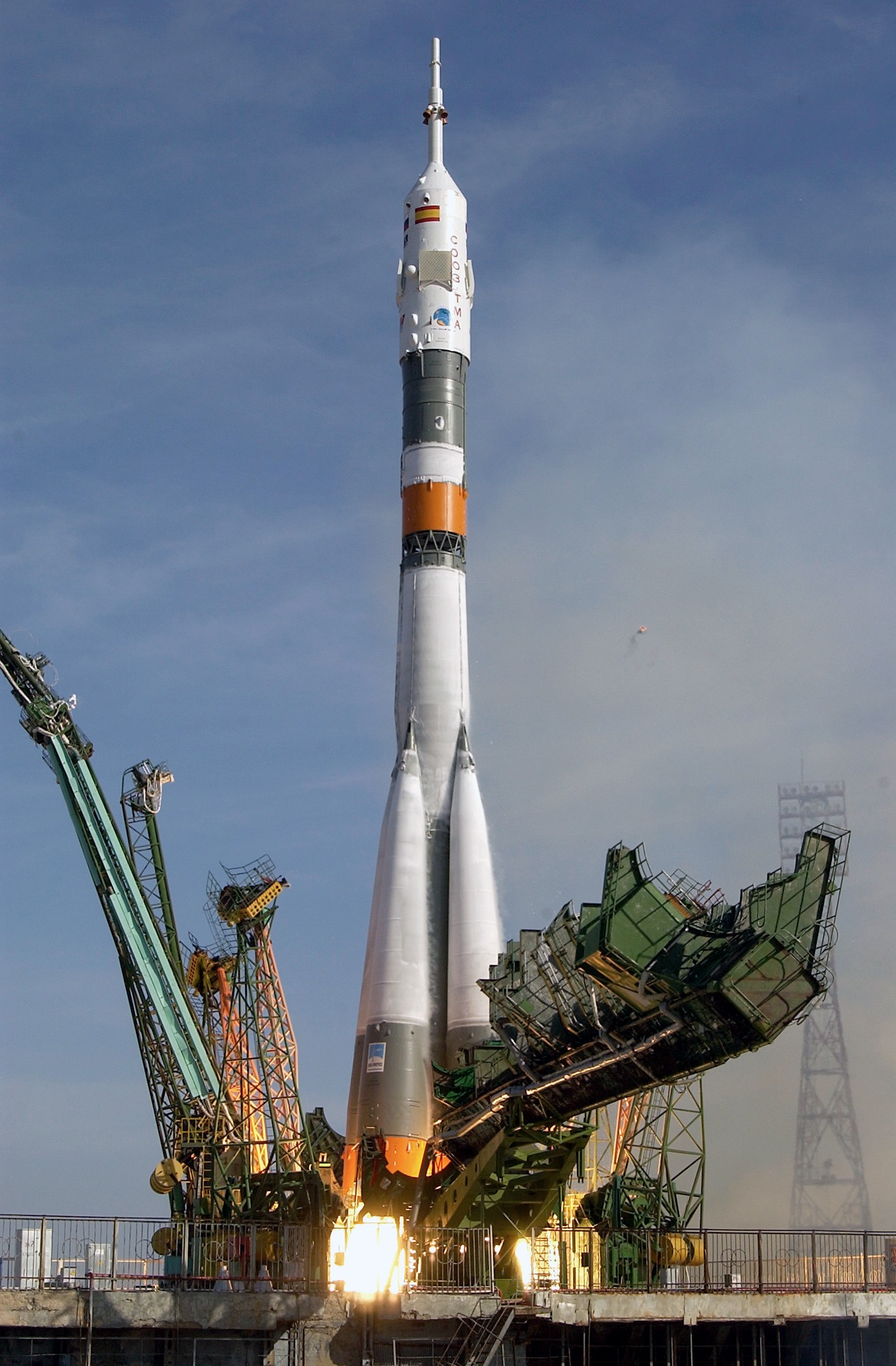
蘇聯遺留的火箭發射工業
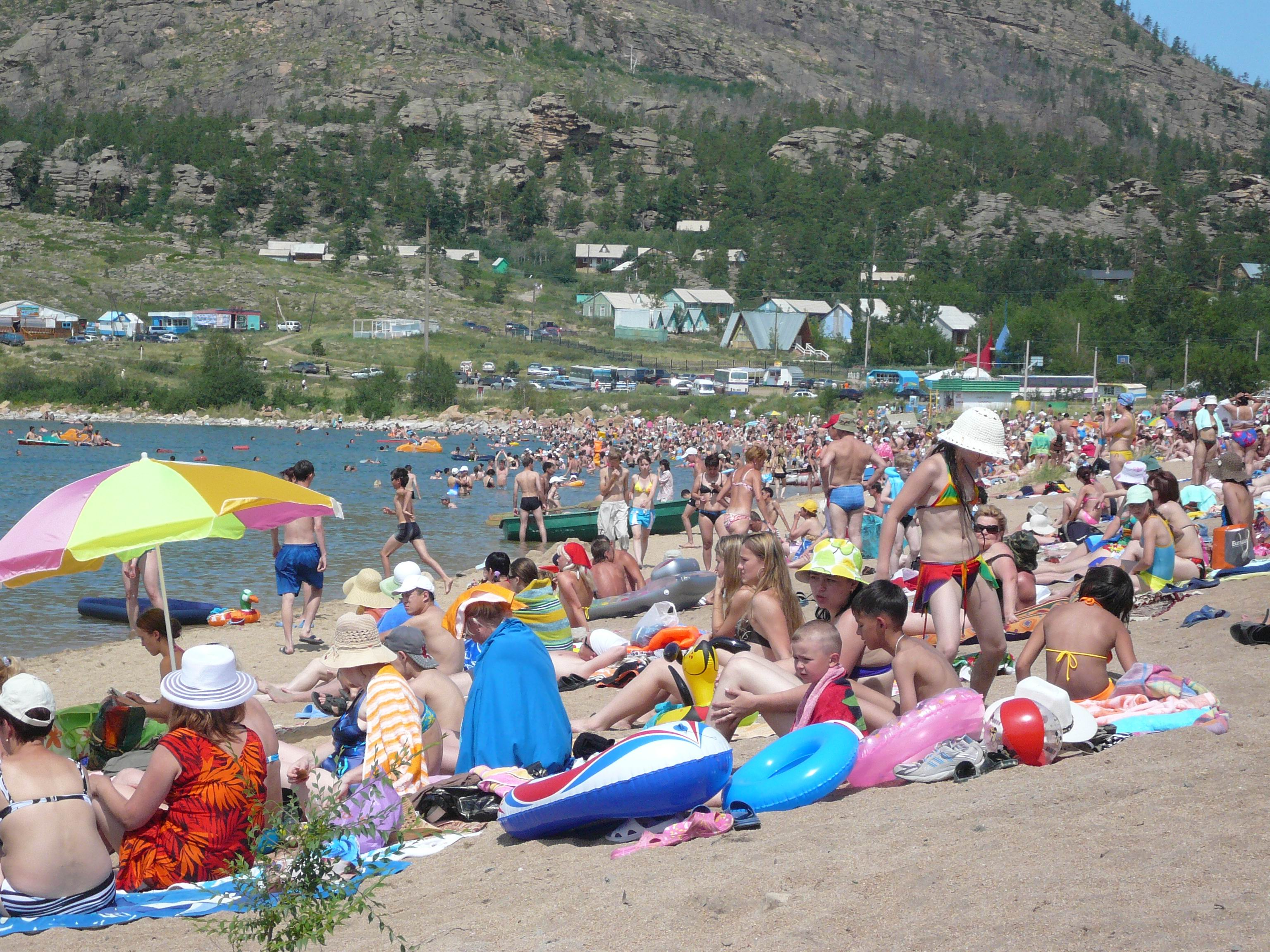
Dzhasybay度假區
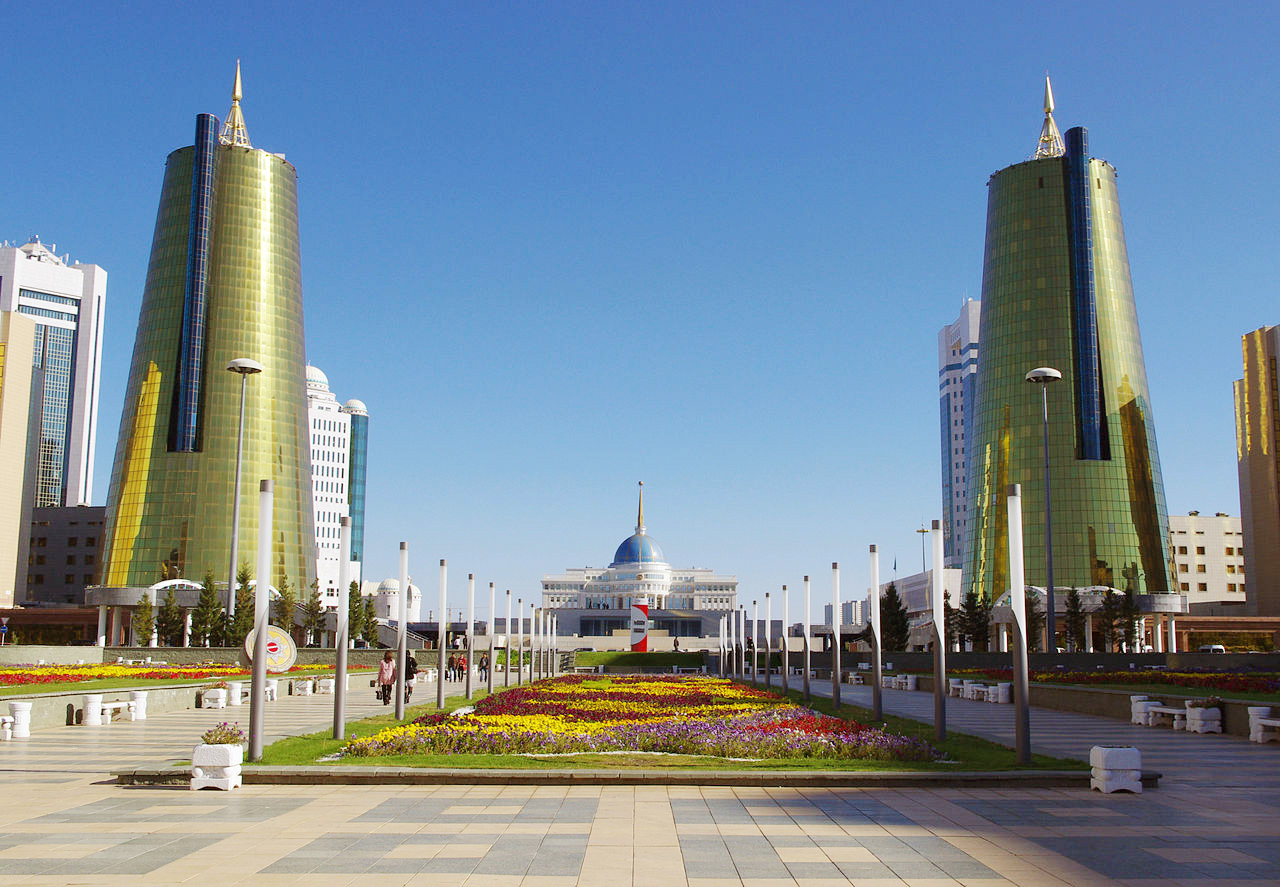
首都金融區
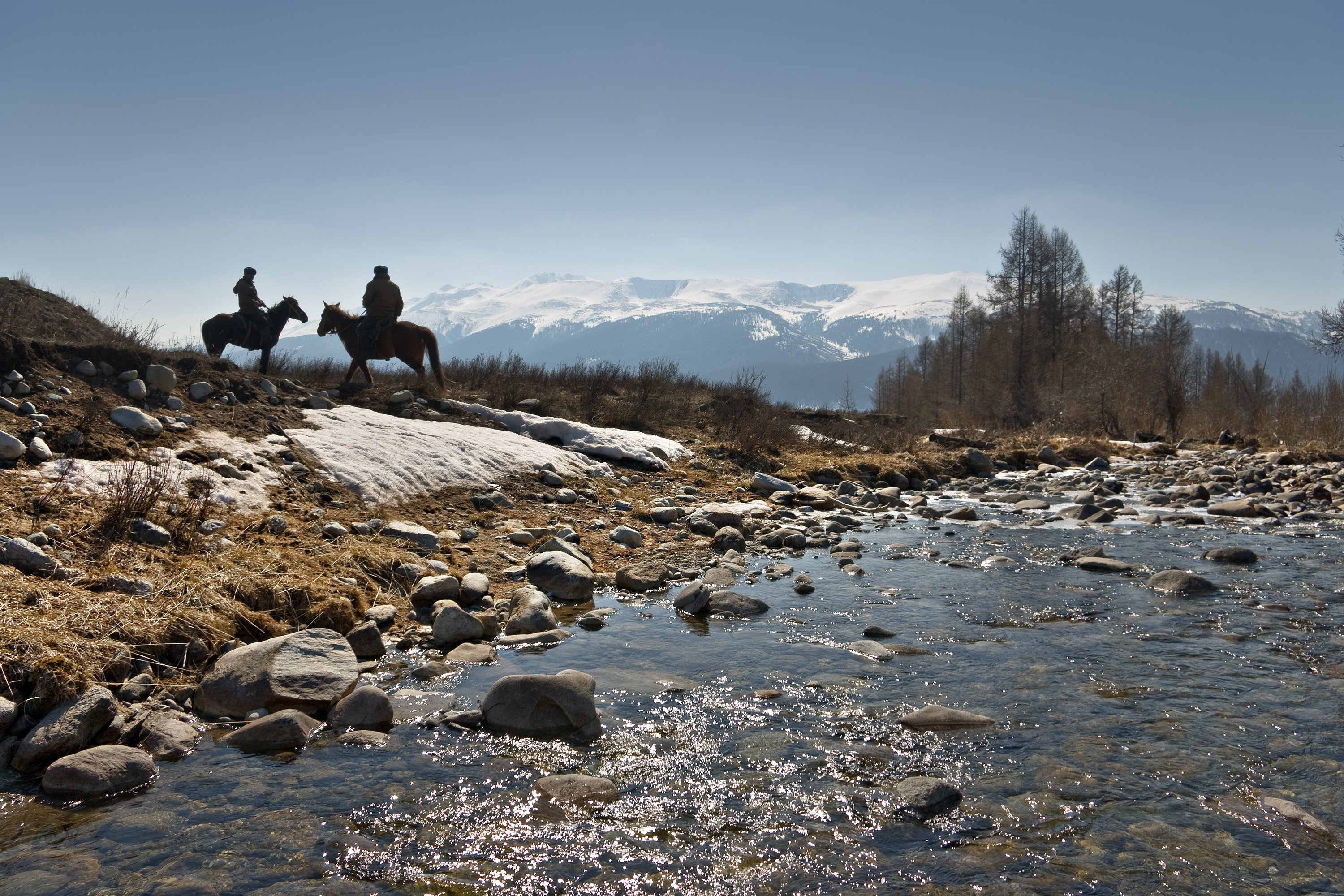
山區礦場